# Гуденау (замок)
Гуденау (нем. Burg Gudenau) — замок на воде возле поселения Филлип в муниципалитете Вахтберг в районе Рейн-Зиг в земле Северный Рейн-Вестфалия, Германия. Комплекс состоит из двух частей.

## История

### Средние века
Первые укрепления на месте нынешнего замка Гуденау были построены в XIII веке. Они являлись частью оборонительной системы крепости Альтенар, которая в свою очередь принадлежала Кёльнскому курфюршеству.  
Первые упоминания о замке относятся к 1246 года. Дворяне проживавшие здесь уже именовали себя фон Гуденау. Они построили резиденцию и обнесли её глубоким оборонительным рвом.
В 1362 году Лиза фон Гуденау вышла замуж за кёльнского дворянина Филиппа Шерффгена, которому в 1372 году и был передан замок в ленное владение. Наследницей собственности оказалась родившаяся в этом браке дочь Элизабет. В 1402 году она продала Гуденау своему тестю бургграфу Готарду цу Драхенфельсу. Его правнук Клас фон Драхенфельс начал тяжбу с кёльнским архиепископом Рупрехтом. Тот захватил Гуденау и не возвращал его семье Драхенфельс до 1469 года. Клас был убит в 1493 году своим двоюродным братом Генрихом фон Драхенфельсом. Их сестра Апполония была замужем за Отто Вальдботтом фон Бассенхаймом. Именно Апполония и унаследовала Гуденау как неотъемлемую часть бургграфства Драхенфельс. 

### Новое время

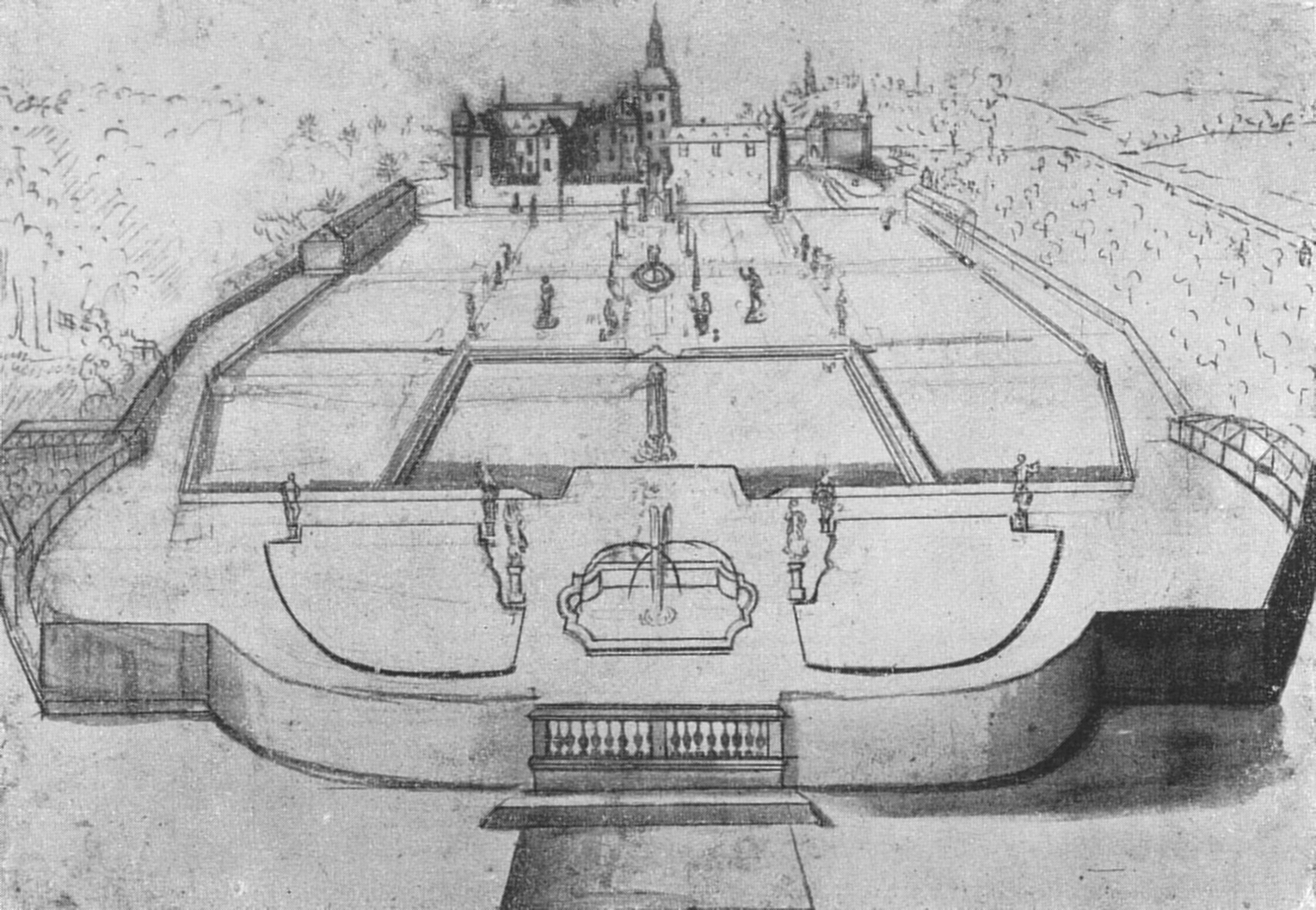
Эскиз проекта замкового сада, сделанный в XVIII веке

Территория, где расположен Гуденау в 1550 году вошла в состав герцогства Юлих-Берг. К этому времени замок Гуденау служил резиденцией боковой ветви рода Вальдботт. За последующие 200 лет представители семьи значительно увеличили площадь своих земельных владений. Около 1560 года главное здания замка с четырьмя пристройками было расширено. Появился готический эркер и фигурные крыши. Позднее одна из четырех круглых угловых башен получила остроконечную крышу. Крыши трёх других угловых башен были перестроены в стиле барокко. Позади замка был разбит большой парк. 
В 1634 году, а затем в 1695-м младшая линия фон Вальдботт оспаривала право владения всеми территориями, которые считались входили в состав «Земель Драхенфельс». Споры и тяжбы закончились в 1735 году после вмешательства барона Клеменса Августа. Его сестре принадлежали владения баронов фон дер Форст-Ломбек цу Люфтельберг, которые в 1776 году сумели после серии обменов и уступок взять под контроль собственность линии фон Борнхайм Вальдботт из клана фон Драхенфельсов.
В XVIII веке замок приобрёл свой нынешний вид. Предзамковые укрепления (форбург) были перестроены. Появилась пятиэтажной восьмиугольная башня с шатровой крышей и парадными воротами. На башне разместили часы. Ещё ранее был разбит сад, спроектированный в итальянском стиле и разделённый на три террасы.  

### XIX век

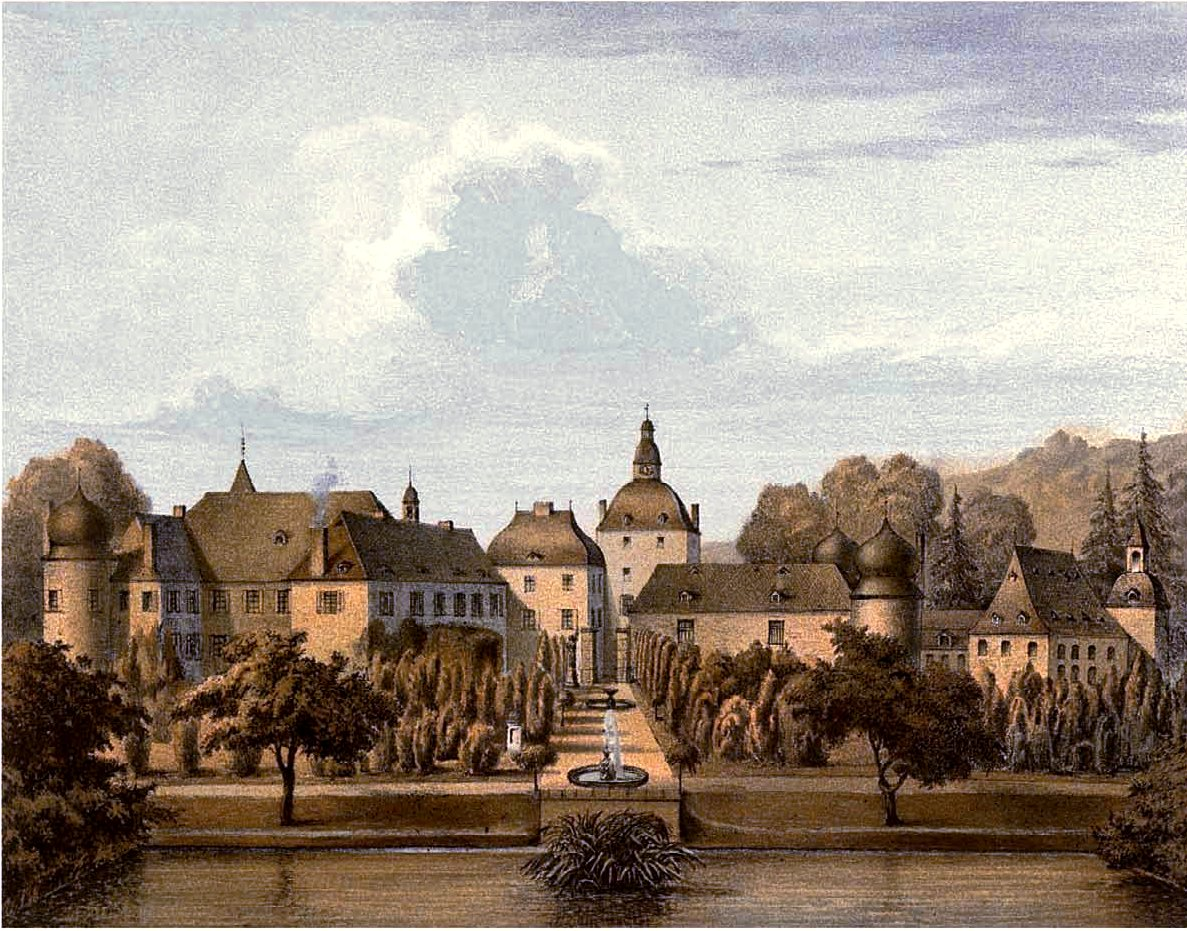
Рисунок замка, сделанный в середине XIX века

Прежние владельцы Гуденау в период революционных войн, которые привели к французской оккупации, подверглись гонениям. Максимилиан фон дер Форст-Ломбек продал поместье своей свекрови баронессе Августе фон Мирбах в 1812 году и эмигрировал в Австрию. Её наследник Иоганн Вильгельм фон Мирбах продал в 1834 году резиденцию графам Герману Филиппу фон Хомпеш цу Rurich и Теофилу Антону фон Хомпеш цу Визберг. 
В 1836 году замок в очередной раз сменил владельца. Им стал род Фиеве из Кёльна. В 1882 году собственником Гуденау оказался коммерческий советник Франц Карл Гийом из Кёльна. 

### XX и XXI века
Примерно до середины XX века замок Гуденау принадлежал семье баронов фон Фельтен-Гийом. В настоящее время резиденция принадлежит графине Генриетте Штрасольдо, наследнице владений семьи Гийом. 
Во время шторма в начале июня 2016 года, который нанёс значительный ущерб всему муниципалитету Вахтберг, данный замковый комплекс оказался затоплен. 

## Современное использование
В 2015 году в рамках проекта «Арт Кёльн» (популяризация коллекций произведений искусства) графиня Генриетта Штрасольдо предложила залы своего замка для организации серии выставок. В Гуденау были представлены работы австрийцев Зигфрида Анцингера и Маркус Хоймера, японо-швейцарского художника Лэйко Икэмуры, немцев Вильгельма Мундта, Мирко Райссера, Андреаса Шульце, Райнера Шплитта, Пия Штадтбоймера, Рaйфа Цирфогеля и Питера Циммерманна. 
В настоящее время барочный сад при замке — единственное подобное частное владение в Рейнской области. Посещение территории замка возможно в будние дни с марта по декабрь.

## Галерея

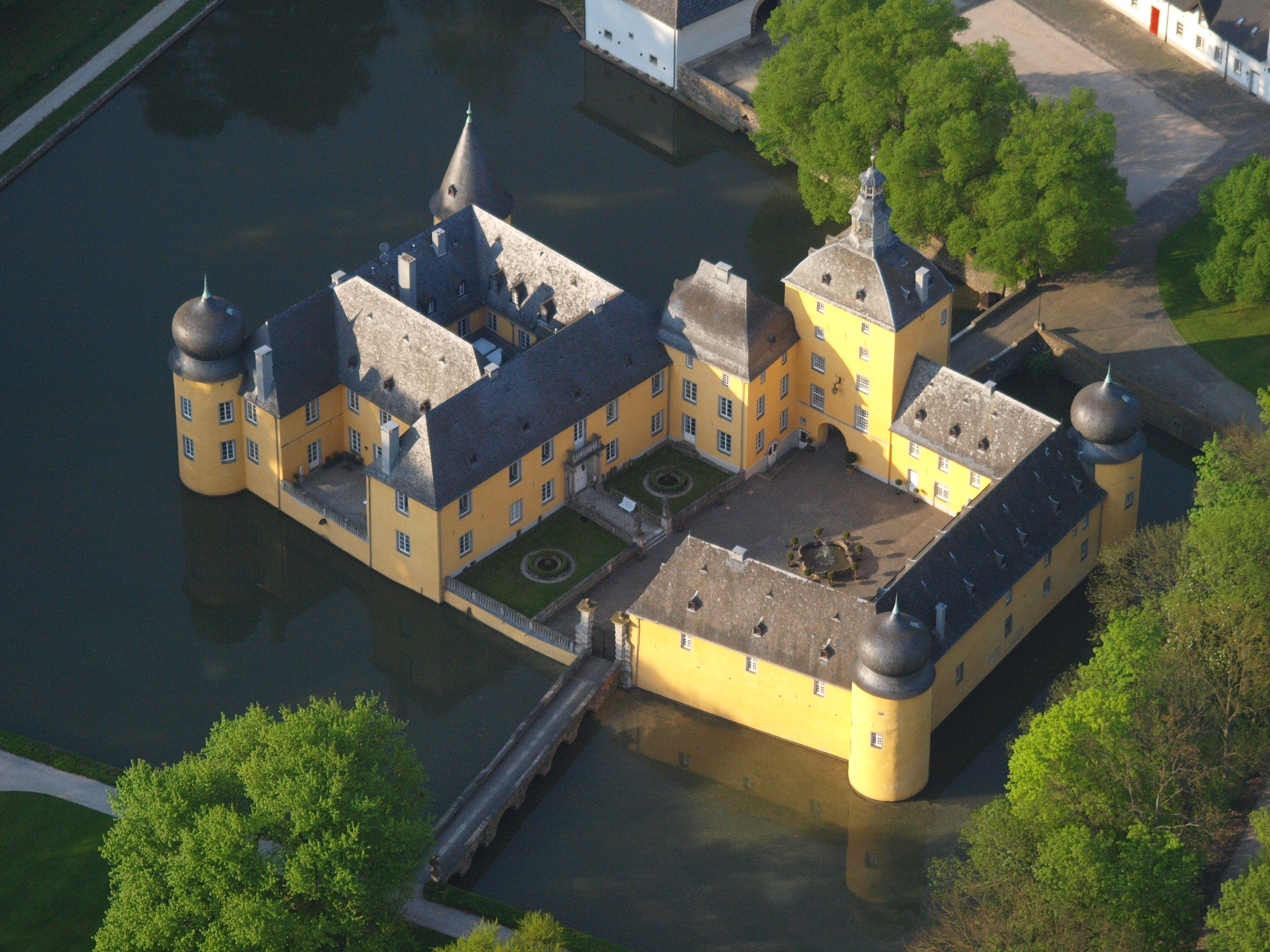
Вид замка с высоты птичьего полёта
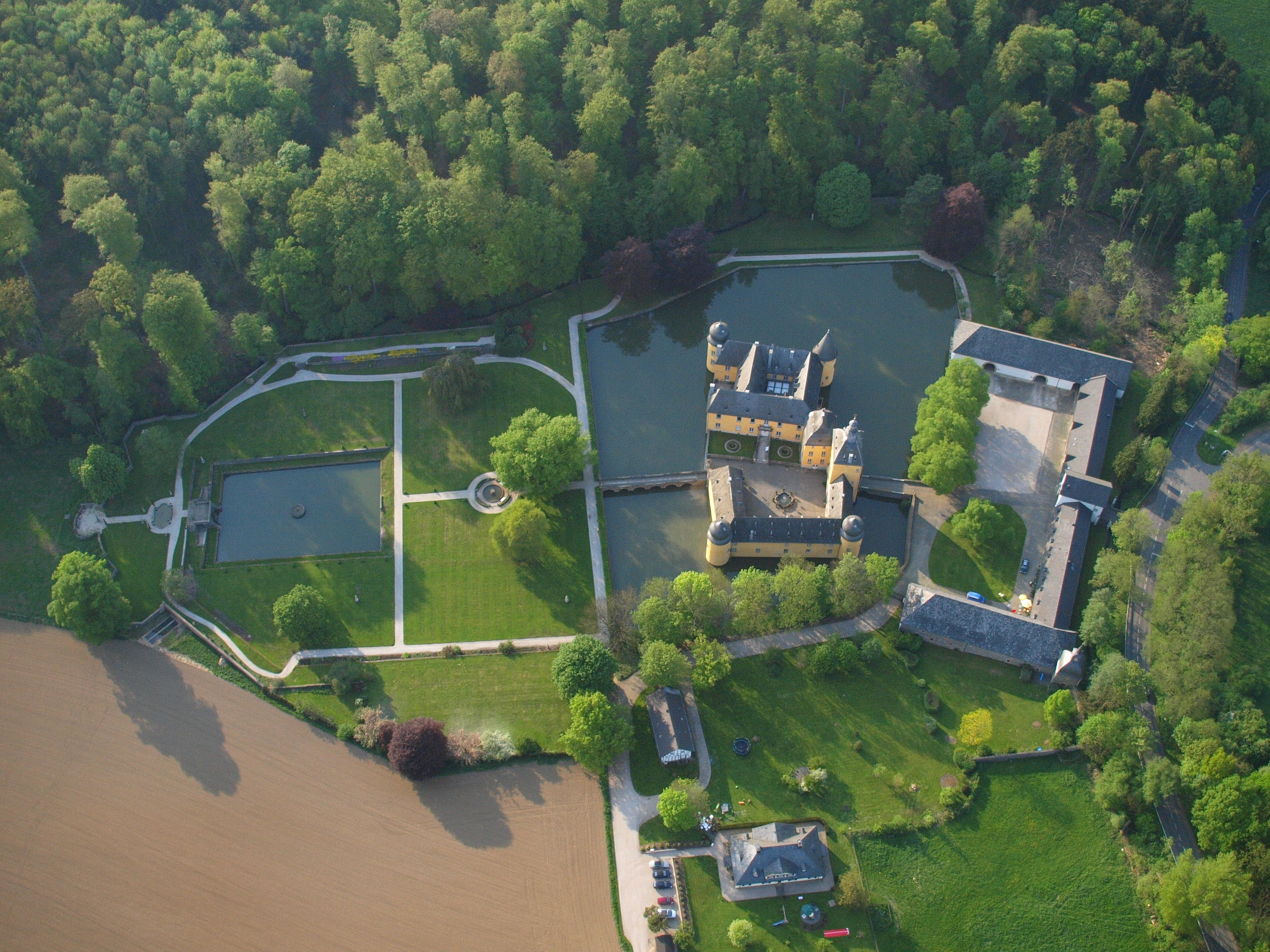
Вид поместья с большой высоты
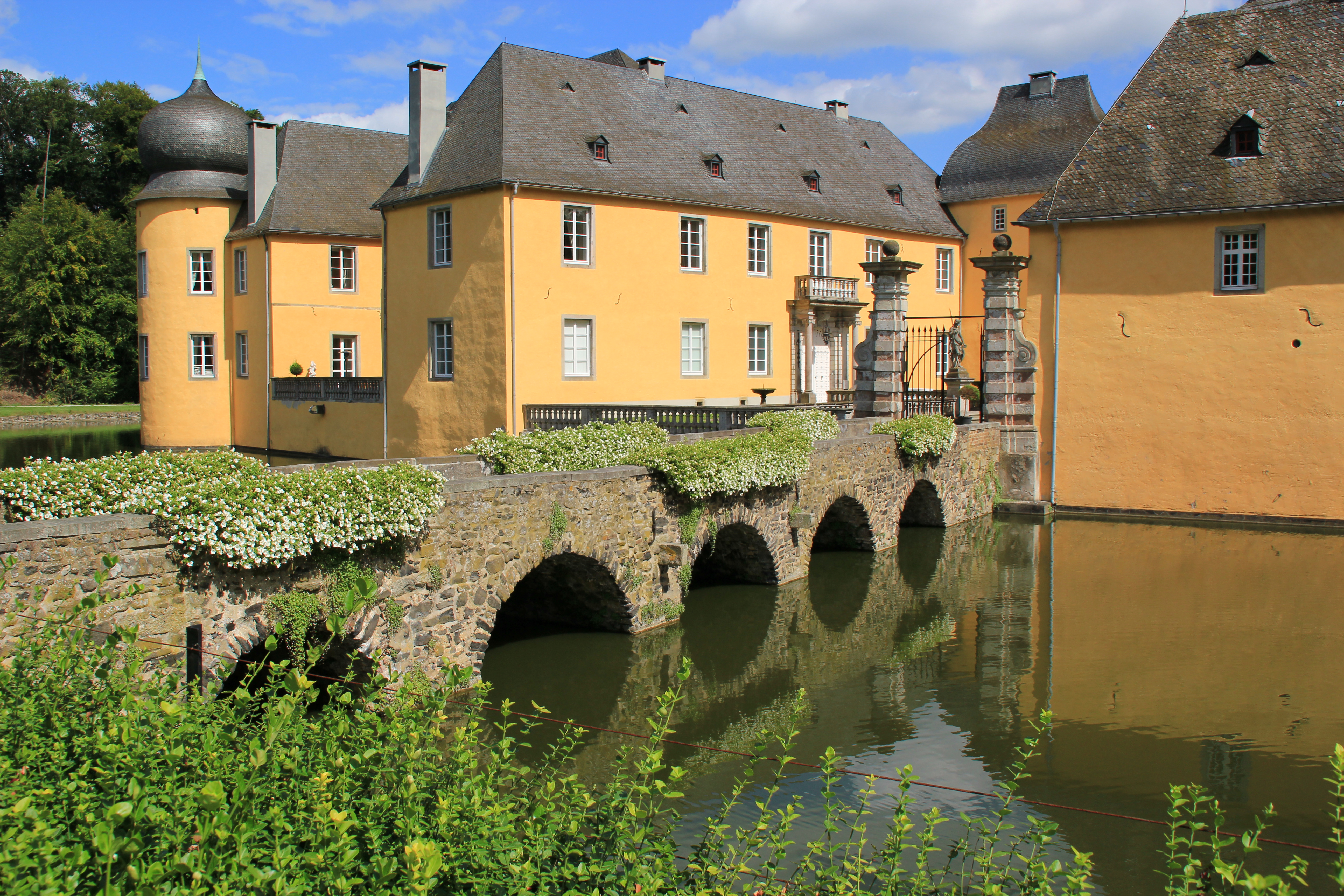
Замковый мост
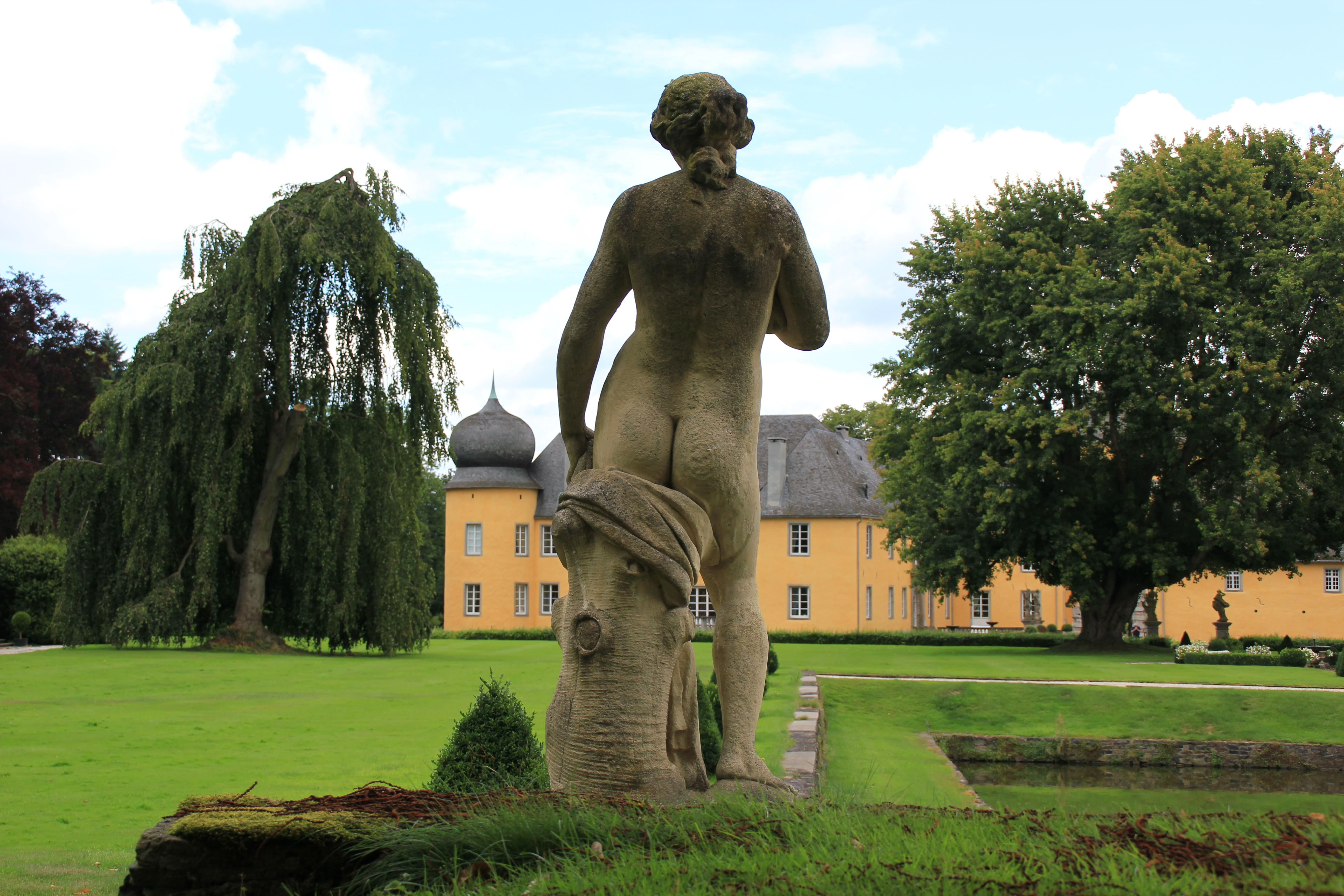
Скульптура в замковом парке
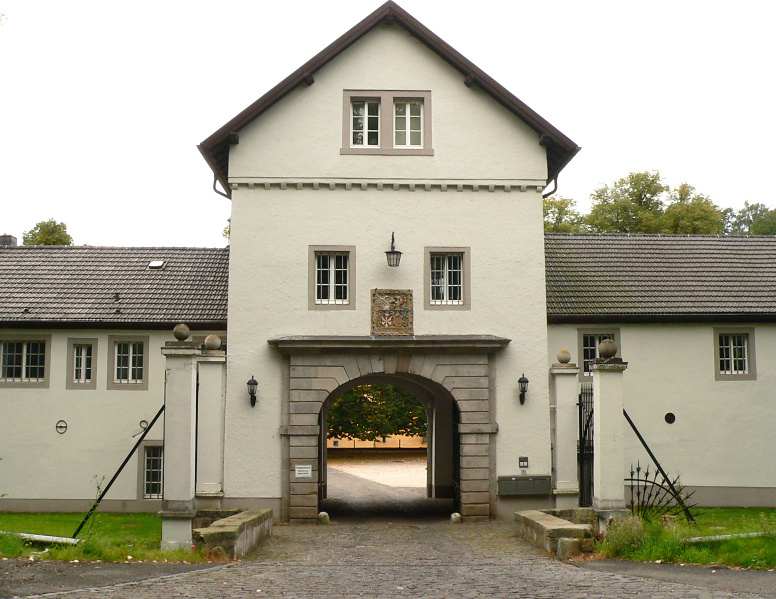
Ворота, ведущие в замковый парк